# プロダクションノータイトル
株式会社プロダクションノータイトルは、日本の芸能事務所である。
B21スペシャルのマネジメント事務所「ビィーカンパニー」の代表取締役だった「關根清隆」が独立して設立した。

## 所属者
タレント
- 鈴木あきえ
- 宮本里歩
- 森山晃帆
- 若尾綾香
- 植田せりな
- 新道ゆら
- 毛利優李
- 宮原咲結
- 高木あずさ　※業務提携

### 過去の所属者
- ヒロミ　※マネジメント協力
- 松本伊代　※マネジメント協力
- MR.MR
- 久嬢由起子
- 松本茜
- 森仁奈
- 櫻井りか
- ちぇきな
- 田中絵里花
- 塚本舞
- アバンギャル'S
- 桜田茉央
- つじりこ
- 北沢いおり
- にこ
- タッツィーネ
- 日向りく
- 真中ひまり
- 長谷優奈